# Boschi tra Cupramarittima e Ripatransone
Boschi tra Cupramarittima e Ripatransone este o arie protejată (arie specială de conservare — SAC, sit de importanță comunitară — SCI) din Italia întinsă pe o suprafață de 1.223 ha, integral pe uscat.

## Localizare
Centrul sitului Boschi tra Cupramarittima e Ripatransone este situat la coordonatele 43°00′55″N 13°49′15″E / 43.015278°N 13.820833°E.

## Înființare
Situl Boschi tra Cupramarittima e Ripatransone a fost declarat sit de importanță comunitară în iunie 1995 pentru a proteja 7 specii de animale. Situl a fost protejat și ca arie specială de conservare în aprilie 2016.

## Biodiversitate
Situată în ecoregiunea continentală, aria protejată conține 7 habitate naturale: Râuri cu maluri nămoloase cu vegetație de Chenopodion rubri p.p. și Bidention p.p., Tufărișuri termo-mediteraneene și de pre-deșert, Galerii de Salix alba și de Populus alba, Pseudostepă cu ierburi și specii anuale de Thero-Brachypodietea, Dune împădurite cu Pinus pinea și/sau Pinus pinaster, Păduri de stejar alb estice, Păduri de Quercus ilex și Quercus rotundifolia.
La baza desemnării sitului se află mai multe specii protejate:
- păsări (6): șorecarul comun (Buteo buteo), presură de grădină (Emberiza hortulana), șoimul rândunelelor (Falco subbuteo), capîntortură (Jynx torquilla), sfrâncioc roșiatic (Lanius collurio), silvie de tufiș (Sylvia undata)
- nevertebrate (1): croitorul mare al stejarului (Cerambyx cerdo)

Pe lângă speciile protejate, pe teritoriul sitului au mai fost identificate 2 specii de plante, 1 specie de păsări, 1 specie de amfibieni, 5 specii de reptile.